# John Baptiste Miège

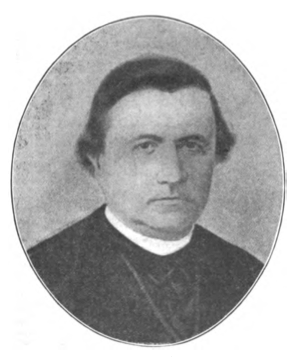
John B. Miège, erster Apostolischer Vikar von Kansas (heutiges Erzbistum Kansas City)

John Baptist Miège SJ (* 18. September 1815 in Mercury, Herzogtum Savoyen, Königreich Sardinien; † 21. Juli 1884 in Woodstock, Baltimore, Maryland, Vereinigte Staaten) war ein römisch-katholischer Ordensgeistlicher und Missionar. Er war der erste Apostolische Vikar von Kansas.

## Leben
Miège wurde in eine wohlhabende Familie hineingeboren. Er absolvierte in Moûtiers ein Studium der Philosophie und trat 1836 in Mailand in die Ordensgemeinschaft der Jesuiten ein. Anschließend studierte er unter anderem an der Päpstlichen Universität Gregoriana. Am 12. September 1844 empfing Miège in Rom das Sakrament der Priesterweihe.
1849 emigrierte er in die Vereinigten Staaten, wo er zunächst als Missionar wirkte. Mit der Errichtung des Apostolischen Vikariats der Indianerterritorien östlich der Rocky Mountains („Vicariate Apostolic of Indian Territory East of the Rocky Mountains“) aus Teilen des Erzbistums New Orleans durch Papst Pius IX. am 19. Juli 1850 wurde Miège als erster Apostolischer Vikar eingesetzt und zum Titularbischof von Messene ernannt. Damit zeigte er sich für die Katholiken auf den Gebieten der heutigen Bundesstaaten Kansas, Nebraska, North und South Dakota, Colorado, Wyoming und Montana verantwortlich. Die Bischofsweihe empfing Miège am 25. März 1851 in St. Louis durch den Erzbischof von Saint Louis, Peter Richard Kenrick; Mitkonsekratoren waren James Oliver Van de Velde, Bischof von Chicago, und Jacques-Maurice des Landes d’Aussac de Saint Palais, Bischof von Vincennes.
Während seiner Amtszeit als Apostolischer Vikar erfolgte die Umbenennung in Apostolisches Vikariat Kansas, welches später in das Bistum Leavenworth aufging (heute Titularbistum), dessen erster Bischof Mièges Koadjutor Louis Mary Fink (1871–1874) wurde. Miège war Teilnehmer des Ersten Vatikanischen Konzils.